# Cândido Lorenzo González
Cândido Lorenzo González (ur. 23 września 1925 w Ginzo de Limia, zm. 17 grudnia 2019 w Sâo Raimundo Nonato) – hiszpański duchowny rzymskokatolicki posługujący w Brazylii, w latach 1970-1981 prałat terytorialny i 1981-2002 biskup diecezjalny São Raimundo Nonato.

## Życiorys
Święcenia kapłańskie przyjął 6 czerwca 1954. 5 grudnia 1969 został prekonizowany prałatem terytorialnym São Raimundo Nonato ze stolicą tytularną Scardona. Sakrę biskupią otrzymał 19 marca 1970. 26 maja 1970 zrzekł się biskupstwa tytularnego. 3 października 1981 został podniesiony do rangi biskupa diecezjalnego. 17 lipca 2002 przeszedł na emeryturę.